# Norasjön
För andra betydelser, se Norasjön (olika betydelser).
Norasjön är en sjö belägen öster om Nora i Nora kommun i Västmanland och ingår i Norrströms huvudavrinningsområde. Sjön är 21 meter djup, har en yta på 7,54 kvadratkilometer och befinner sig 83 meter över havet. Sjön avvattnas av vattendraget Dyltaån (Bornsälven) och ingår i Arbogaåns vattensystem. Den får största delen av sitt vatten från Åsbosjön via Hagbyån och Fåsjön via Bornsälven. Från utloppet i öster rinner vattnet via Järleån vidare till Väringen.
I sjön ligger Alntorps ö.
Norasjön har ett stort värde för friluftslivet. Sjön har flera välbesökta badplatser och är upplåten för fritidsfiske. Bland annat finns abborre, gärs, gädda och mört i sjön. Järleåns och Rastälvens kanotleder startar respektive slutar i Norasjön. Mitt i sjön ligger Alntorps ö, ett fritidsområde med bland annat volleyboll- och badmintonplaner, badplats och kanotuthyrning. Här finns också en genbank för gamla frukt- och bärsorter från Bergslagen och Örebro län.

## Delavrinningsområde
Norasjön ingår i delavrinningsområde (660135-145860) som SMHI kallar för Utloppet av Norasjön. Medelhöjden är 113 meter över havet och ytan är 29,85 kvadratkilometer. Räknas de 47 avrinningsområdena uppströms in blir den ackumulerade arean 884,92 kvadratkilometer. Dyltaån (Bornsälven) som avvattnar avrinningsområdet har biflödesordning 3, vilket innebär att vattnet flödar genom totalt 3 vattendrag innan det når havet efter 217 kilometer. Avrinningsområdet består mestadels av skog (46 procent) och jordbruk (14 procent). Avrinningsområdet har 7,52 kvadratkilometer vattenytor vilket ger det en sjöprocent på 25,2 procent. Bebyggelsen i området täcker en yta av 1,33 kvadratkilometer eller 4 procent av avrinningsområdet.

## Fisk
Vid provfiske har följande fisk fångats i sjön:
- Abborre
- Gärs
- Gädda
- Mört
- Siklöja
- Gös